# Odžak (gmina Novo Goražde)
Odžak (cyr. Оџак) – wieś w Bośni i Hercegowinie, w Republice Serbskiej, w gminie Novo Goražde. W 2013 roku liczyła 6 mieszkańców.